# Drzewomyszka
Drzewomyszka (Musseromys) – rodzaj ssaków z podrodziny myszy (Murinae) w obrębie rodziny myszowatych (Muridae).

## Rozmieszczenie geograficzne
Rodzaj obejmuje gatunki występujące endemicznie w górach Luzonu w Filipinach.

## Morfologia
Długość ciała (bez ogona) 75–83 mm, długość ogona 82–101 mm, długość ucha 15–17 mm, długość tylnej stopy 18–20 mm; masa ciała 15,5–22 g.

## Systematyka
Rodzaj zdefiniował w 2009 roku amerykańsko-filipiński zespół zoologów (Amerykanie Lawrence R. Heaney, Eric A. Rickart i Sharon A. Jansa oraz Filipińczycy Danilo S. Balete i Maria Josefa Senires Veluz) w rozdziale zatytułowanym „Nowy rodzaj i gatunek małej „myszy nadrzewnej” (Rodentia, Muridae) spokrewnionej z filipińskimi sierściogonami”, opublikowanym w zbiorczym artykule o tytule „Systematyka teriologiczna: wkład honorujący Guya G. Mussera”, wydanym w czasopiśmie Bulletin of the American Museum of Natural History. Gatunkiem typowym jest (oryginalne oznaczenie) drzewomyszka długowąsa (M. gulantang). 

### Etymologia
Musseromys: Guy Graham Musser (ur. 1936), amerykański teriolog; gr. μυς mus, μυος muos ‘mysz’.

### Podział systematyczny
Do rodzaju należą następujące gatunki:
| Grafika | Gatunek               | Autor i rok opisu                                 | Nazwa zwyczajowa       | Podgatunki         | Rozmieszczenie geograficzne                         | Podstawowe wymiary                                  | Status IUCN |
| ------- | --------------------- | ------------------------------------------------- | ---------------------- | ------------------ | --------------------------------------------------- | --------------------------------------------------- | ----------- |
|         | Musseromys anacuao    | Heaney, Balete, Rickart, M.J. Veluz & Jansa, 2014 |                        | gatunek monotypowy | góra Anacuao; zakres wysokości: około 1700 m n.p.m. | DC: 7,8–8,3 cm DO: 8,2–8,6 cm MC: 17–21 g           | DD          |
|         | Musseromys beneficus  | Heaney, Balete, Rickart, M.J. Veluz & Jansa, 2014 |                        | gatunek monotypowy | góra Pulag; zakres wysokości: około 2695 m n.p.m.   | DC: 7,5–8,1 cm DO: około 8,2 cm MC: 18–22 g         | DD          |
|         | Musseromys inopinatus | Heaney, Balete, Rickart, M.J. Veluz & Jansa, 2014 |                        | gatunek monotypowy | góra Amuyao; zakres wysokości: 1650–2300 m n.p.m.   | DC: około 7,8 cm DO: 8,5–8,8 cm MC: 17–19,5 g       | DD          |
|         | Musseromys gulantang  | Heaney, Balete, Rickart, M.J. Veluz & Jansa, 2009 | drzewomyszka długowąsa | gatunek monotypowy | góra Banahaw; zakres wysokości: około 620 m n.p.m.  | DC: około 7,7 cm DO: około 10,1 cm MC: około 15,5 g | DD          |

Kategorie IUCN:  DD  – gatunki o nieokreślonym stopniu zagrożenia.